# Actinokentia huerlimannii
Actinokentia huerlimannii är en enhjärtbladig växtart som beskrevs av Harold Emery Moore. Actinokentia huerlimannii ingår i släktet Actinokentia och familjen Arecaceae. Inga underarter finns listade i Catalogue of Life.